# Ислам в Северной Ирландии
Ислам в Северной Ирландии распространён среди малого количества людей. Небольшое количества мусульман уже проживало на территории, которая стала Северной Ирландией в 1921 году. Большинство людей исповедующих Ислам происходят из семей, иммигрировавших в конце XX века. По данным переписи населения 2001 года, в Северной Ирландии проживали 1 943 мусульманина. Однако в 2009 году Исламский центр Белфаста сообщил, что это число увеличилось до 15 000 тысяч. Мусульмане, проживающие в автономии, происходят из более чем 40 различных стран от Западной Европы до Дальнего Востока.
Исламский центр Белфаста был основан в 1978 году группой мусульман из местной общины. Центр расположен недалеко от Университета Квинс, расположенного в южной части Белфаста. В данный момент на базе центра проходят не только религиозные службы, но и располагаются общественный, социально-культурный и консультационный центры.
По данным The Economist, многие из примерно 4000 мусульман являются врачами, учёными, предпринимателями и застройщиками. В последние несколько лет к ним присоединилась более бедная беженцев из Сомали. Мусульмане, как правило, обитают в космополитичных районах южной части Белфаста, недалеко от Университета Квинс, где многие получали образование или преподавали.
По состоянию на декабрь 2019 года, в Северной Ирландии насчитывается в общей сложности десять исламских центров или молитвенных мест. Почти половина из них расположена в Белфасте или поблизости него. Эти центры организуют общественные и религиозные мероприятия для мусульман в своих районах.